# Вороньківська сотня
Воронківська сотня — козацька сотня, адміністративно-територіальна та військова одиниця Переяславського полку в добу Гетьманщини з центром у містечку Вороньків.

## Історія
Уперше згадана як військово-територіальний підрозділ Війська Запорозького у Зборівському реєстрі, що датується 16 жовтня 1649 року. За цим реєстром до сотні належав 101 козак. Весь час існування перебувала у складі Переяславського полку.
Після ліквідації сотні у 1782 році її склад включено до Київського повіту Київського намісництва.

## Населені пункти
1750 року до сотні належали такі населені пункти: Вишеньки, село; Вороньків, містечко; Глибоке, село; Гнідин, село; Жереб'ятин, село; Кальне, селище; Койлів, селище; Проців, село; Ревний, хутір; Рогозів, село; Рудяків, село; Сальків, село; Софіївка, селище; Старе, село.
Згідно з описом 1765–1769 років, до сотні належали вже такі населені пункти: Вороньків, містечко; Глибоке, село; Гусинці, хутір; Кальне, селище; Рогозів, село; Рудяків, село; Софіївка, селище; Старе, село.

## Сотенний устрій

### Сотники
| - Кришненко Богдан (1649) - Зражевський Данило Кирилович (1662) - Ручка Іван (1665) - Щербина Іван (1666—1669; 1672, н.) - Брайко Кирило Іванович (1672) - Щербина Кирило (1672) - Іванович Михайло (1675) - Берло Іван Дмитрович (1676—1682) - Сулима Іван Степанович (1687—1688) - Берло Іван Дмитрович (1696—1705) - Берло Василь Іванович (1707—1721) - Головко Григорій (1723, н.) | - Афендик Микола Семенович (1724—1727; 1730—1747) - Берло Іван Васильович (1728; 1730, н.) - Рубан Аврам (1729, н.) - Недождей Кіндрат (1731, н.) - Губа Василь (1737, н.) - Сніжко Денис (1738, н.) - Черпак Іван (1739, н.) - Гапоненко Іван (1739, н.) - Галабурда Денис (1740, н.) - Сулима Матвій Самійлович (1747—1779) - Варфоломеев Василь (1769—1771, н.) - Волевач Дмитро Антонович (1779—1782). |

### Писарі
- Леонтович Леонтій Пилипович (1729—1736)
- Загородній Іван (1731)
- Леонтович Григорій (1737—1745)
- Якимовський Григорій (1748—1767)
- Максим (1762—1775)
- Григорович Роман (1775—1782).

### Осавули
- Буняк Корній (1735; 1737—1743)
- Кущ Іван (1736)
- Севериненко Іван (1736)
- Нестеренко Аврам (1748—1752)
- Леонтович Семен (1763—1764)
- Хоменко Кирило (1767—1774)
- Мартос Петро (1775—1782)

### Хорунжі
- Денис (1682)
- Кардані Тиміш (1732)
- Кардаш Пилип (1736)
- Кардані Михайло (1737—1752)
- Кардаш Матвій (1767)
- Спис Сава (1772—1782)

### Городовіотамани
- Іван Корнилович (1671)
- Савченко Федір (1672)
- Сильченко Григорій (1682)
- Погорілко Яким (1700)
- Сулима Іван (1725—1726; 1731)
- Рубан Аврам (1729)
- Федченко Клим (1730)
- Пилипович Леонтій (1730, н.)
- Шевченко Іван Васильович (1732; 1736—1740)
- Шевченко Андрій (1741—1748)
- Хоменко Федір (1748—1756)
- Леонтович Семен (1764—1775)
- Варфоломеев Василь (1775—1780)
- Стрільник Павло (1780—1782).

## Опис Воронківської сотні
За описом Київського намісництва 1781 року наявні наступні дані про кількість сіл та населення Воронківської сотні напередодні ліквідації:
| Села, селища, хутори Воронківської сотні        | Дворян і шляхетства | Різночинців | Духовенства | Церковників | Греків | Хат              | Хат                   | Хат   | Хат                                        | Хат                                                           | Всього | Всього                             |
| ----------------------------------------------- | ------------------- | ----------- | ----------- | ----------- | ------ | ---------------- | --------------------- | ----- | ------------------------------------------ | ------------------------------------------------------------- | ------ | ---------------------------------- |
| Села, селища, хутори Воронківської сотні        | Дворян і шляхетства | Різночинців | Духовенства | Церковників | Греків | козаків виборних | козаків підпомічників | міщан | посполитих коронних, в тому числі рангових | посполитих власницьких, різночинських і козацьких підсусідків | хат    | за останньою 1764 року ревізії душ |
| містечко Вороньків                              | 8                   | 14          | 3           | 3           | —      | 127              | 281                   | —     | 30                                         | 126                                                           | 564    | —                                  |
| село Глибоке                                    | —                   | —           | 1           | 1           | —      | 77               | 52                    | —     | —                                          | 69                                                            | 198    | —                                  |
| село Рогозів                                    | 3                   | —           | 2           | —           | —      | 109              | 77                    | —     | —                                          | 79                                                            | 265    | —                                  |
| село Старе                                      | —                   | 1           | 2           | —           | —      | 50               | 31                    | —     | —                                          | 109                                                           | 190    | —                                  |
| селище Кальне                                   | —                   | —           | —           | —           | —      | —                | 2                     | —     | —                                          | 48                                                            | 50     | —                                  |
| село Рудяків                                    | —                   | —           | 2           | 2           | —      | —                | —                     | —     | —                                          | 67                                                            | 67     | —                                  |
| селище Жереб'ятин                               | —                   | —           | —           | —           | —      | 8                | 13                    | —     | —                                          | 30                                                            | 51     | —                                  |
| село Сальків                                    | —                   | —           | 1           | —           | —      | 3                | 6                     | —     | —                                          | 16                                                            | 25     | —                                  |
| селище Софіївка                                 | —                   | —           | —           | —           | —      | 4                | 25                    | —     | —                                          | 7                                                             | 36     | —                                  |
| село Кийлів                                     | —                   | —           | 1           | 1           | —      | —                | —                     | —     | —                                          | 23                                                            | 23     | —                                  |
| хутір військового товариша Скрипчинського       | —                   | —           | —           | —           | —      | —                | —                     | —     | —                                          | 1                                                             | 1      | —                                  |
| хутір Гусинці                                   | —                   | —           | —           | —           | —      | —                | —                     | —     | —                                          | 19                                                            | 19     | —                                  |
| хутір бургомістра київського Козелецького жінки | —                   | —           | —           | —           | —      | —                | —                     | —     | —                                          | 1                                                             | 1      | —                                  |
| хутір полковниці Потьомкиної                    | —                   | —           | —           | —           | —      | —                | —                     | —     | —                                          | 1                                                             | 1      | —                                  |
| Всього у сотні Воронківській                    | 11                  | 15          | 12          | 7           | —      | 387              | 487                   | —     | 30                                         | 596                                                           | 1491   | 3748                               |